# 莫林达
莫林达（Morinda），是印度旁遮普邦Rupnagar县的一个城镇。总人口21788（2001年）。

## 人口
该地2001年总人口21788人，其中男性11523人，女性10265人；0—6岁人口2460人，其中男1377人，女1083人；识字率70.00%，其中男性为73.76%，女性为65.79%。